# Польсько-японські відносини

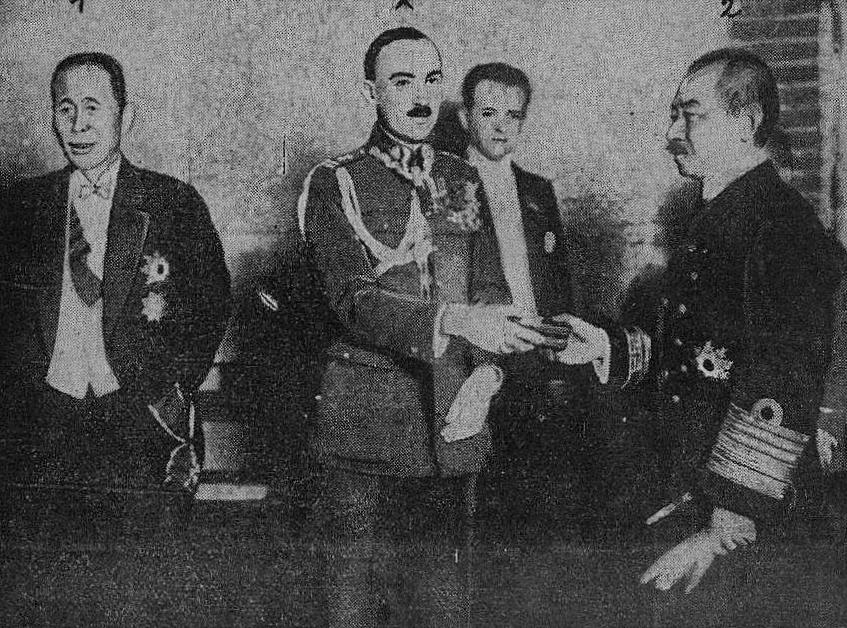
Прем'єр-міністр Японії Танака Гіїті, польський підполковник Вацлав Єнджеєвич та японський адмірал Кейсуке Окада у Польщі в 1928

Японсько-польські відносини стосуються двосторонніх зовнішніх відносин між Японією та Польщею.

## Історія

### Початок ХХ століття
За словами Онодери, співпраця між японцями та поляками бере початок із російсько-японської війни 1905 року.
У 1910 відомий японський письменник Нітобе Інадзо присвятив свою книгу Бусідо: Душа Японії польській нації, вказуючи на те, що це була «самурайська» нація. Незважаючи на географічну та культурну відстань між культурами, ця книга була написана в той час, коли японці захоплювались поляками за їх героїзм та честь.
Під час панування більшовиків у Росії уряд Японії розпочав рятувальну операцію, щоб допомогти польським дітям, депортованим до Сибіру. Японські кораблі перевозили польських дітей до Токіо, де Японський Червоний Хрест надав їм захист, а потім допоміг повернутися до Польщі.
На основі порятунку польських дітей із Сибіру через Японію був знятий фільм «Осінь у Варшаві» («Warushawa-no Aki»), режисер Хірокі Хаясі. Опікуна польських дітей зіграла японська актриса Юко Такеучі, відома за роллю в японському фільмі «Кільце».
Під час Першої світової війни японський уряд оголосив війну Німеччині, і в той же час японська еліта фінансово підтримала створення суверенного польського уряду в обмін на професійне навчання японських шпигунів порушувати російські кодекси. Генерал Акасі Мотодзіро багато подорожував по Європи. Він та інші японці фінансово підтримували поляків, які прагнули відірватися від Росії. Важливим зближенням японських та польських офіцерів стало почесне ставлення до поляків, які неодноразово приймали японських офіцерів, які відвідували або розміщалися у своїх дипломатичних місіях у Варшаві.

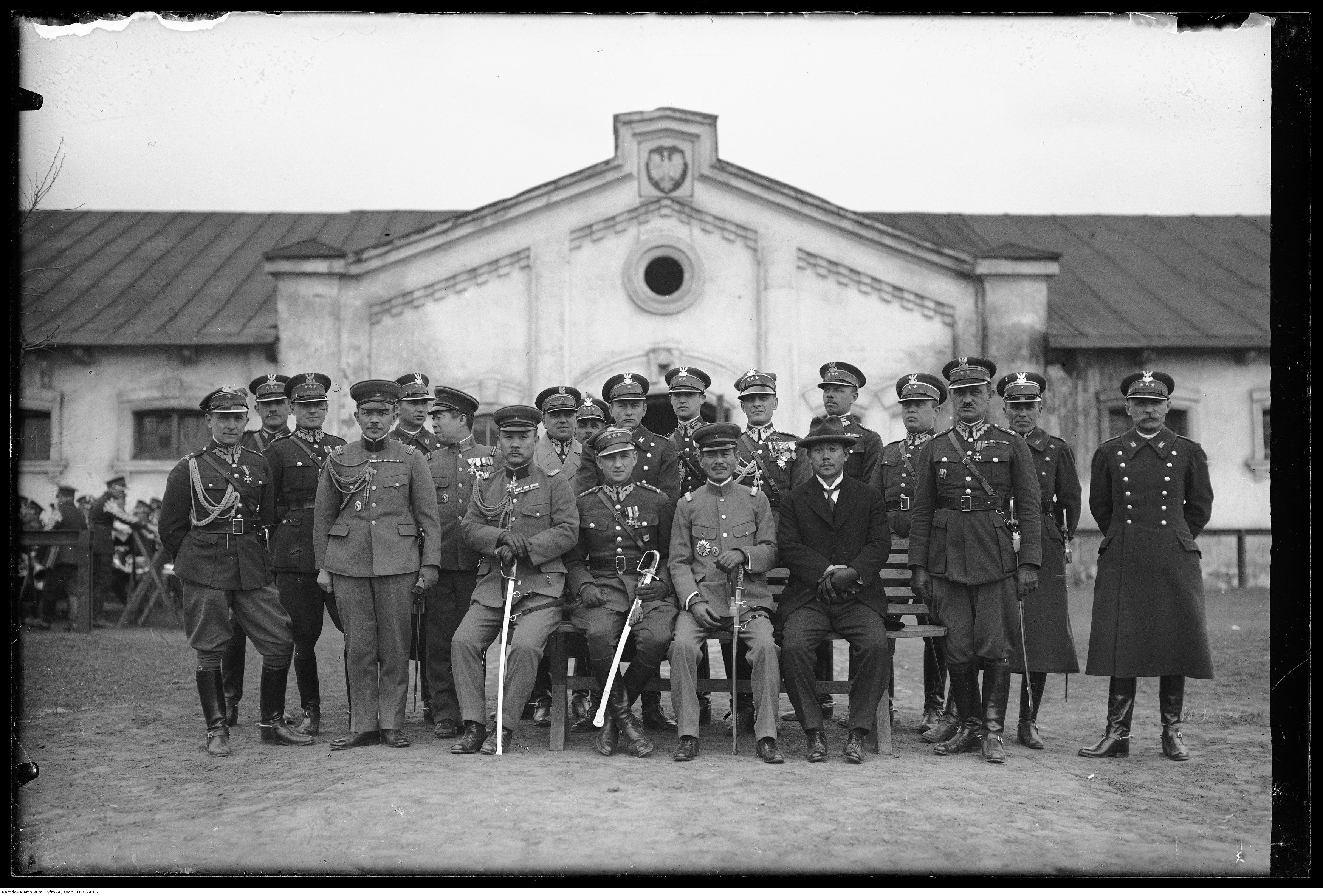
Польські та японські військові офіцери у Варшаві в 1929 році

Японія та Польща встановили дипломатичні відносини 22 березня 1919 р., Через кілька місяців після того, як Польща відновила свою незалежність у листопаді 1918 р.  Обидві країни утворили мовчазний союз проти Радянського Союзу та домовились про обмін отриманими розвідувальними даними. У міжвоєнний період японські криптологи відвідали Польщу, де польські фахівці писали методи російського фразування. Онодера стверджував, що до 1939 р. Центр японської розвідки, спрямованої на Росію, знаходився у Варшаві. Японці значною мірою покладались на нову польську спецслужбу для навчання дешифруванню та продовжували своє тісне військове співробітництво навіть після вторгнення Німеччини в Польщу, що розпочало Другу світову війну. З цієї причини Японія відкинула війну з Польщею. Японці розраховували на розгалужену польську мережу шпигунів і дозволяли полякам відкрито розміщувати своїх агентів у посольствах свого протектората в Маньчжурку. Їх військова співпраця була настільки тісною, що посол Японії був одним із людей, причетних до контрабанди польського прапора для польської ескадрильї, що базується в Лондоні. До війни Японія хотіла, щоб Польща приєдналася до країн Осі . Під час підписання пакту Молотова – Ріббентропа та наступної атаки на Польщу Японія заявила, що відтепер вона більше ніколи не буде довіряти Адольфу Гітлеру і використовуватиме його лише у своїх цілях, щоб не допомагати нацистській Німеччині у війні з СРСР в кінці війни.
В Японії стоїть статуя польського антрополога Броніслава Пілсудського, який був дослідником місцевої культури в Японії і одружився з жінкою Айну, громадянкою Імператорської Японії. Він також був братом польського маршала Юзефа Пілсудського, який налагодив тісну співпрацю з імператорським японським урядом з метою спільного нападу на СРСР. План провалився через смерть маршала.

### Друга cвітова війна
Під час Другої світової війни, незважаючи на союз з нацистською Німеччиною, Японська імперія разом з Італією дипломатично не підтримали вторгнення нацистів до Польщі, а японці активно підтримували польський уряд у вигнанні. Це рішення було продиктовано недовірою Японії до своїх союзників нацистів, які уклали таємний пакт з Радянським Союзом . Таким чином, уряд Японії вирішив продовжувати покладатися на польських шпигунів навіть після офіційного оголошення Польщею війни. Оголошення війни Польщі було відхилено прем'єр-міністром Японії Тодзьо Хідекі під притворством, що польський уряд у вигнанні був змушений видати його відповідно до свого союзу як з Великою Британією, так і з США, роблячи декларацію юридично недійсною. Це забезпечило співпрацю між двома спецслужбами у збиранні інформації як про Радянський Союз, так і про Третій Рейх. Японські агенти в Європі під час Другої світової війни продовжували підтримувати польську боротьбу за свободу проти сил Радянського Союзу та Третього Рейху. На рубежі 1939 та 1940 років японці допомогли таємно евакуювати польський золотий резерв з анексованого Литвою міста Вільно до нейтральної Швеції.  Тіуне Сугіхара, віце-консул Японії в Каунасі, зіграв ключову роль в операції, а також тісно співпрацював з польською розвідкою.  Японські агенти також прихистили польсько-єврейських біженців, які рятувались від окупації як німецьких, так і радянських сил, хоча спочатку це робилося без належного дозволу імператорського уряду в Токіо. Тому Тіуне Сугіхара повинен був довести владі, що біженці їхатимуть через Японію лише як через транзитну країну до Сполучених Штатів, а не перебуватимуть постійно, що врешті призведе до того, що він отримає повне юридичне схвалення та допомогу від уряду Японії. Посол Польщі в Японії Тадеуш Ромер допомагав польсько-єврейським біженцям після їх прибуття до Японії.  Протягом усього таємного союзу польські агенти ніколи не розголошували інформацію про своїх західних союзників і передавали інформацію лише стосовно Третього Рейху та Радянського Союзу. 
У японській поемі Porando kaiko майора, а пізніше генерала Фукусіми Ясумаси згадується про польську боротьбу за свободу. 

### Сучасні відносини

Польсько-японська академія інформаційних технологій у Варшаві, Польща

Японія встановила відносини з Польською об'єднаною робітничою партією (PZPR), яка представляла підконтрольний СРСР польський маріонетковий штат у 1957 р., В той же час продовжуючи залишатися союзником з польським національним урядом, що базується в Лондоні, а згодом підтримала злиття цих двох у 1989 р. для формування сучасної польської держави. Обидва вони мають спільні інтереси та союзи, що створили їх ближче один до одного. Дві держави відзначили 90 років відносин у 2009 році  та 100-річчя у 2019 році  Торгівля, бізнес та туризм між обома країнами продовжують процвітати. LOT Polish Airlines забезпечує щоденні прямі рейси між Токіо та Варшавою. Обидві країни є повноправними членами ОЕСР, але сучасні відносини обмежуються в основному торговою та культурною діяльністю, обидві країни розглядають одна одну як життєво важливих партнерів у світовій торгівлі.

## Посольства та консульства

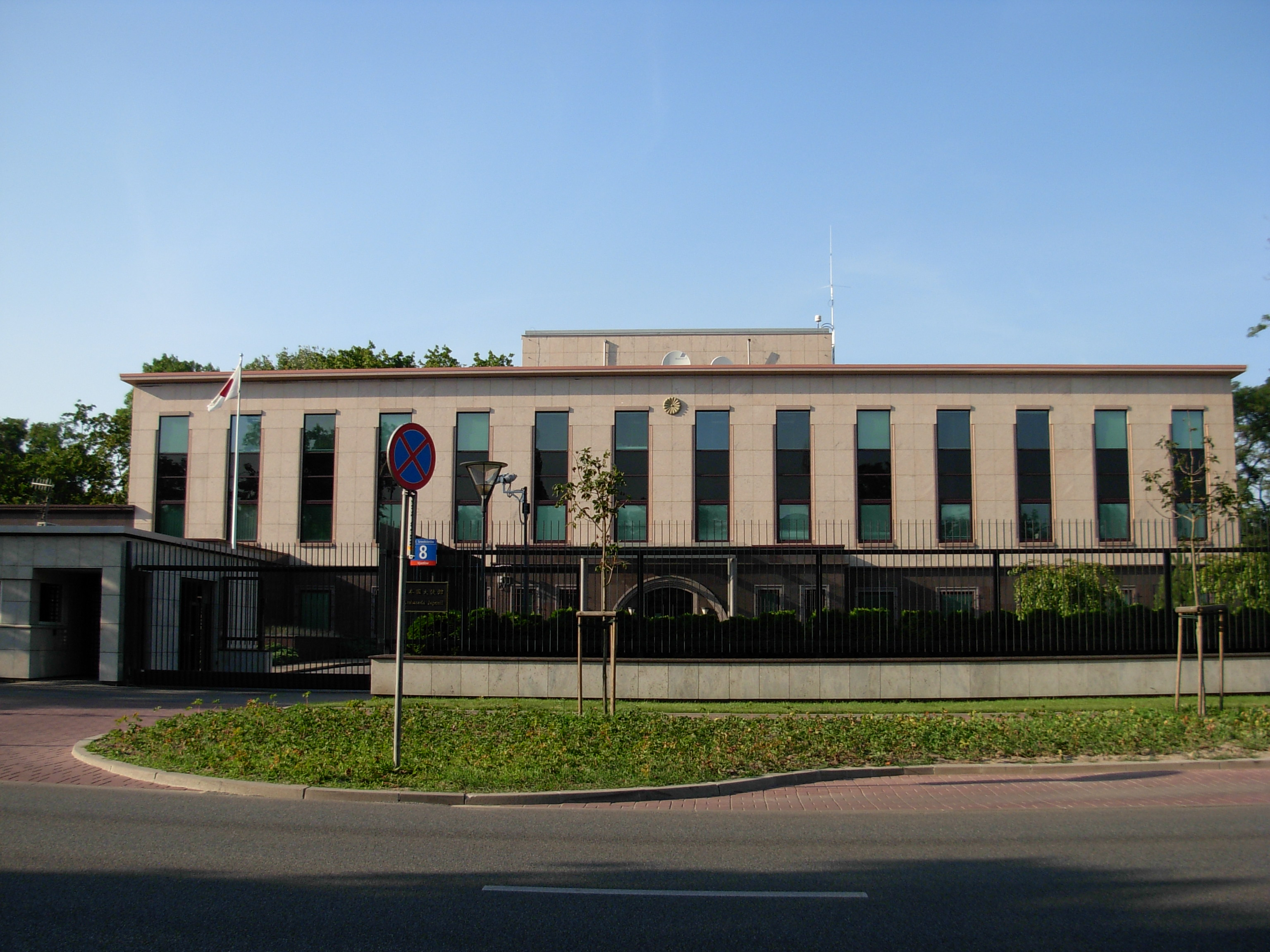
Посольство Японії у Варшаві, Польща

- Польща має посольство в Токіо та почесні консульства в Кобе та Хіросімі. [6]
- Японія має посольство у Варшаві та почесне консульство у Кракові.

## Зовнішні посилання
- Посольство Польщі в Токіо [Архівовано 23 березня 2019 у Wayback Machine.]
- Посольство Японії у Варшаві [Архівовано 28 червня 2021 у Wayback Machine.] (пол.) (яп.)